# Mäntyluoto
Mäntyluoto ist der seewärtige Hafen der Südwestfinnischen Stadt Pori. Der Hafen liegt an der Mündung des Flusses Kokemäenjoki, etwa 20 Kilometer von Pori entfernt. Die Hauptexportgüter des Hafens sind die Forstprodukte Holz, Zellulose und Papier. Ein anderes wichtiges Standbein ist der Containerumschlag. Der Hafen hat eine Kailänge von zwei Kilometern und eine Lagerfläche von 101 000 m².
Auf der Landzunge Kallo befindet sich der Vereinshafen des Yachtclubs Segelföreningen i Björneborg.
Die Deutsche Seemannsmission hat eine Niederlassung in der rund 500 Einwohner zählenden Siedlung.